# Campsis radicans
Pour les articles homonymes, voir Trompette (homonymie) et Bignone.
Espèce
Synonymes
- Bignonia coccinea 			Steud.
- Bignonia florida 			Salisb.
- Bignonia radicans 			L.
- Bignonia radicans var. coccinea 	Pursh
- Bignonia radicans var. flammea 	Pursh
- Bignonia radicans var. minor 		Castigl.
- Campsis curtisii 			Seem.
- Campsis radicans var. praecox 		(H.Jaeger) C.K.Schneid.
- Gelseminum radicans 			(L.) Kuntze
- Tecoma atrosanguineum 			Paul
- Tecoma flava-speciosa 			Paul
- Tecoma radicans 				(L.) Duhamel
- Tecoma radicans var. minor 			DC.
- Tecoma speciosa 				Parsons     [1]

Campsis radicans, la Trompette de Virginie, ou Bignone ou encore Jasmin de Virginie ou Jasmin-trompette ou Trompette de Jéricho, est une espèce de plantes à fleurs de la famille des Bignoniacées. C'est une liane grimpante originaire du sud-est des États-Unis.
C'est un arbrisseau sarmenteux robuste cultivé comme plante ornementale pour ses fleurs en trompettes orange qui fleurit de juillet à septembre. Rarement parasitée ou malade, elle résiste remarquablement à la chaleur et à la sécheresse, pouvant croître jusqu'à un mètre par an.

## Description

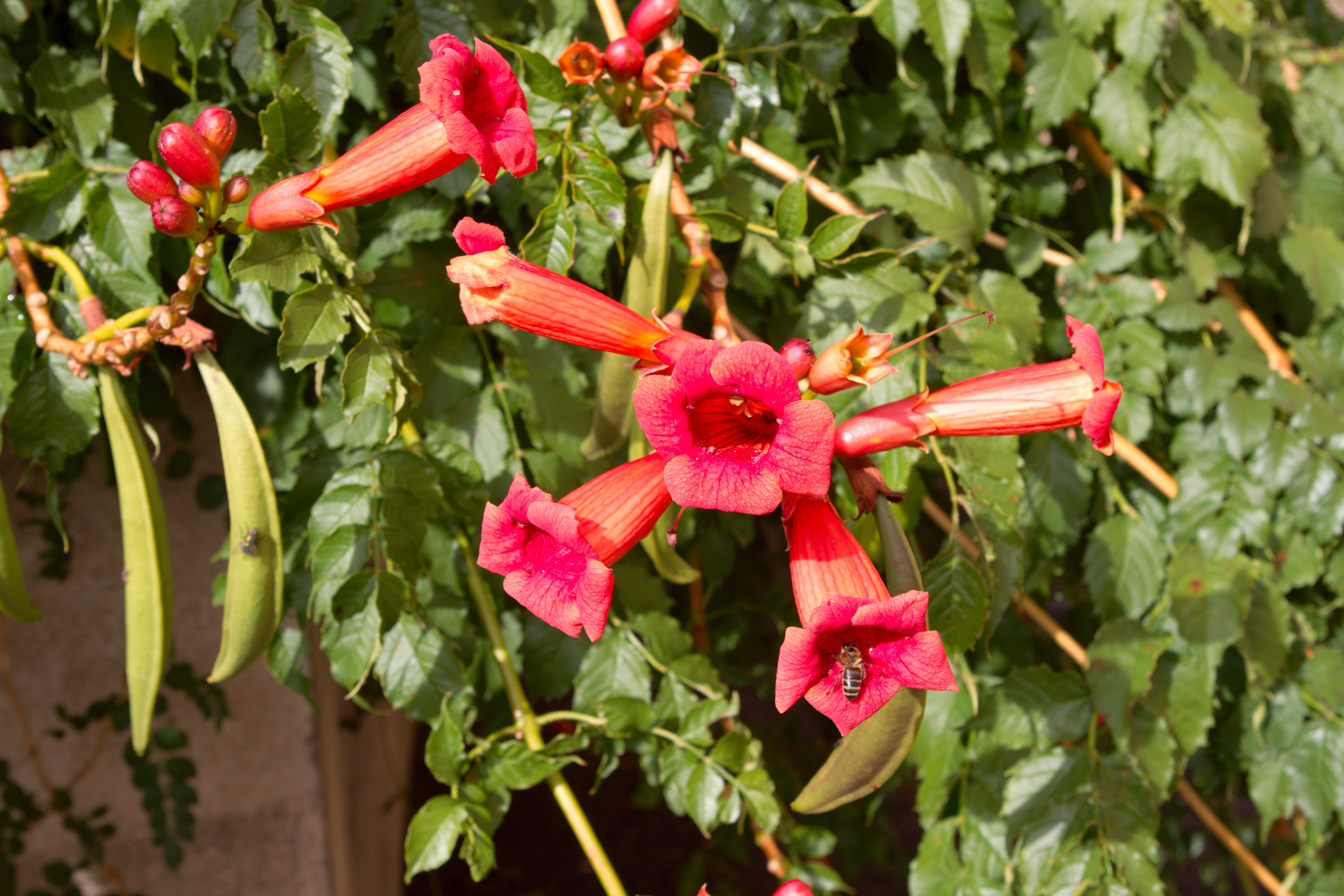
Lianes de Campsis radicans portant fleurs, fruits et feuillage.

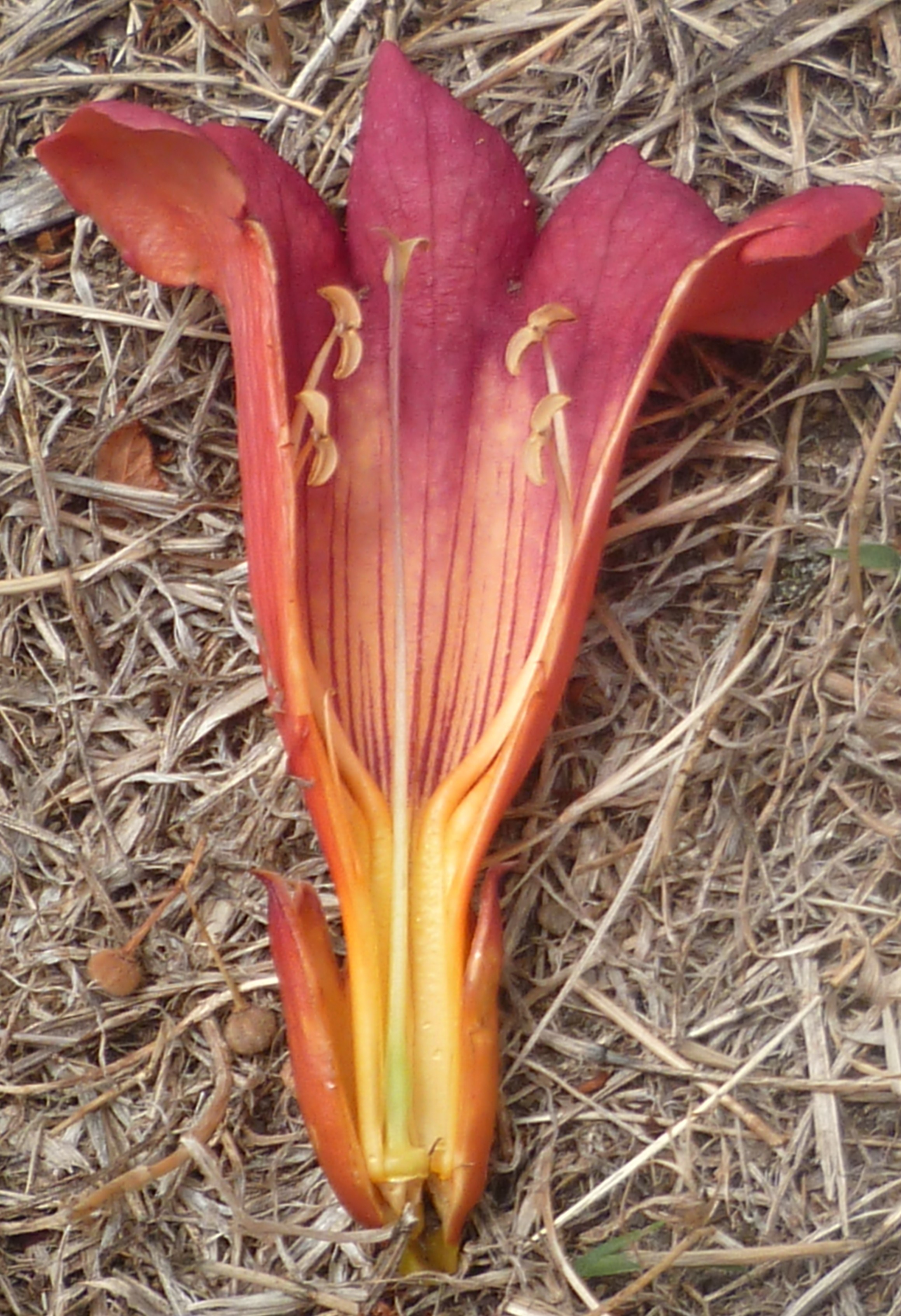
Dissection d’une fleur.

Les feuilles sont caduques, dentées, vert foncé, lancéolées (composées de 7 à 11 folioles ovales). Les tiges ont la particularité d'émettre des racines adventives (d'où son nom latin de radicans) sous forme de crampons qui permettent à la plante de se fixer aux supports (arbre ou mur) qu'elle recouvre en y grimpant.
Les fleurs s'épanouissent de juillet à septembre, sur les rameaux de l'année. Les inflorescences sont constituées de bouquets terminaux (cymes) composées de 4 à 12 fleurs rouges ou orange en forme de trompette. C'est une fleur très visitée par les colibris (oiseaux-mouches).
Après fécondation, la fleur donne naissance à une capsule brune de 7-10 cm de long qui en éclatant à maturité peut répandre jusqu'à 700 graines ailées et faire de cette liane une plante envahissante, sous climat adéquat. Son caractère envahissant se manifeste aussi par l'émission de drageons.
Il existe de nombreux cultivars de cette liane.

## Culture
Campsis radicans est très rustique (Zone USDA 4b[réf. nécessaire], contre un mur ou avec protection hivernale) mais doit être planté en plein soleil et à l'abri des vents froids et desséchants.
Il est tolérant sur un sol qu’il préfère profond, riche et bien drainé, mais supporte toutefois le calcaire et des périodes de sécheresse une fois en place.
Se reproduit par semis (en milieu avec alternance de température jour/nuit, idéalement 30 - 20 °C) après une vernalisation d'au moins 15 jours. Recouvrir légèrement car la graine ne lèvera pas si elle n'est pas légèrement exposée à la photopériode. Levée rapide.
Il peut être greffé sur catalpa.
Le marcottage se réalise en fixant sur le sol une branche laissée rampante. La séparation à la plante mère peut se faire l’année qui suit la prise d’enracinement.